# Mariä Schmerzen (Dorlar)

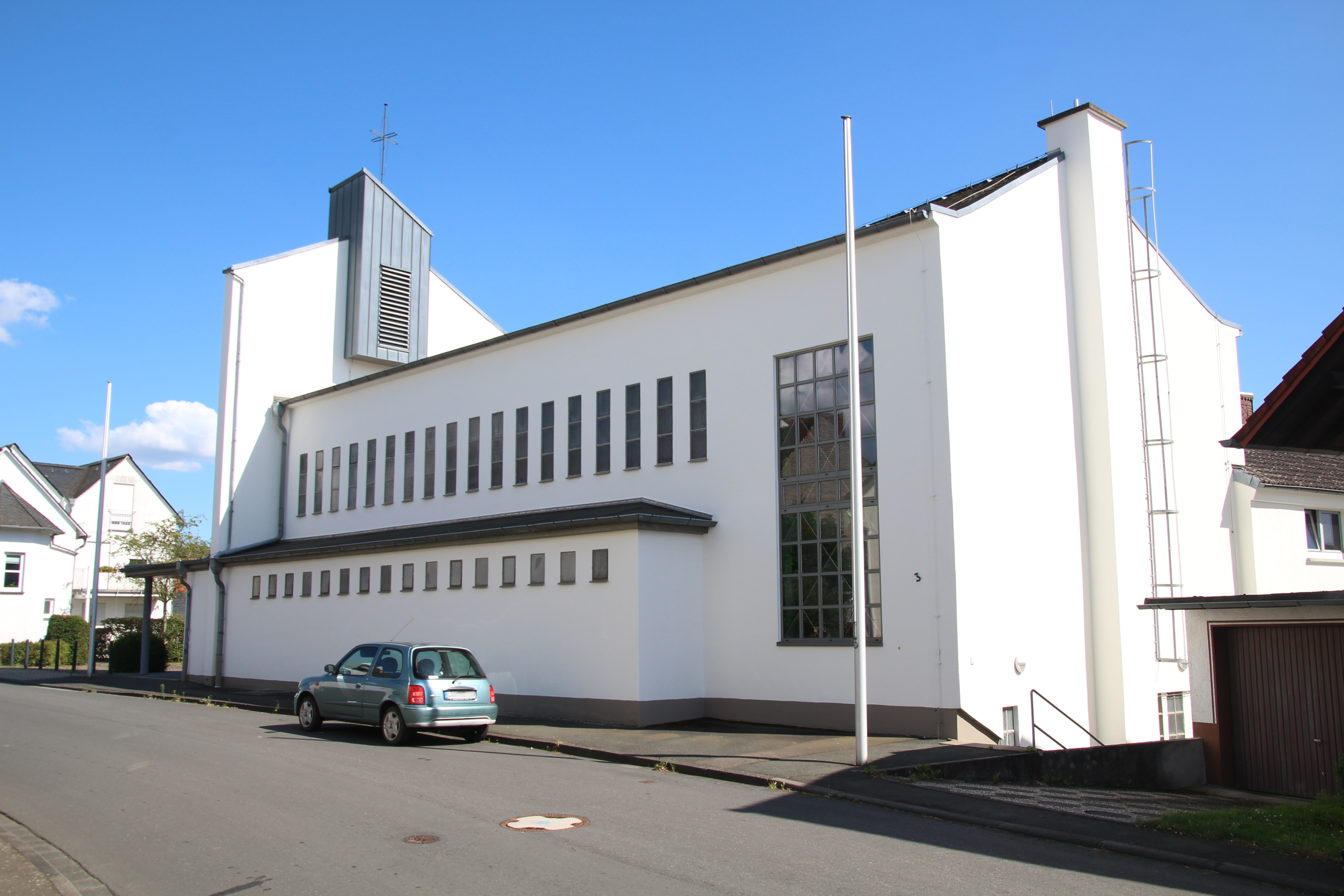
Ansicht von der Wetzlarer Straße (nordwest)

Die römisch-katholische Pfarrkirche Mariä Schmerzen in Dorlar wurde am 11. Dezember 1955 geweiht. Sie ist die einzige katholische Kirche der Gemeinde Lahnau im Lahn-Dill-Kreis in Hessen.

## Geschichte
Bis zur Reformation war Mittelhessen katholisch. So wurden durch den Einfluss des hl. Bonifatius das Kloster Amöneburg 721 in dieser Region gegründet. 1297 wurde das Kloster Dorlar gegründet, was allerdings nach der Reformation evangelisch wurde. So gab es rund 400 Jahre keine katholische Kirche in Dorlar mehr. Erst als nach dem Zweiten Weltkrieg katholische Flüchtlinge in den Lahn-Dill-Kreis kamen wurde 1948 wieder ein katholischer Pfarrer nach Dorlar beordert. 1950 begann man mit dem Bau des Pfarrhauses und im Juni 1955 mit dem der Kirche, die noch im selben Jahr vollendet wurde.

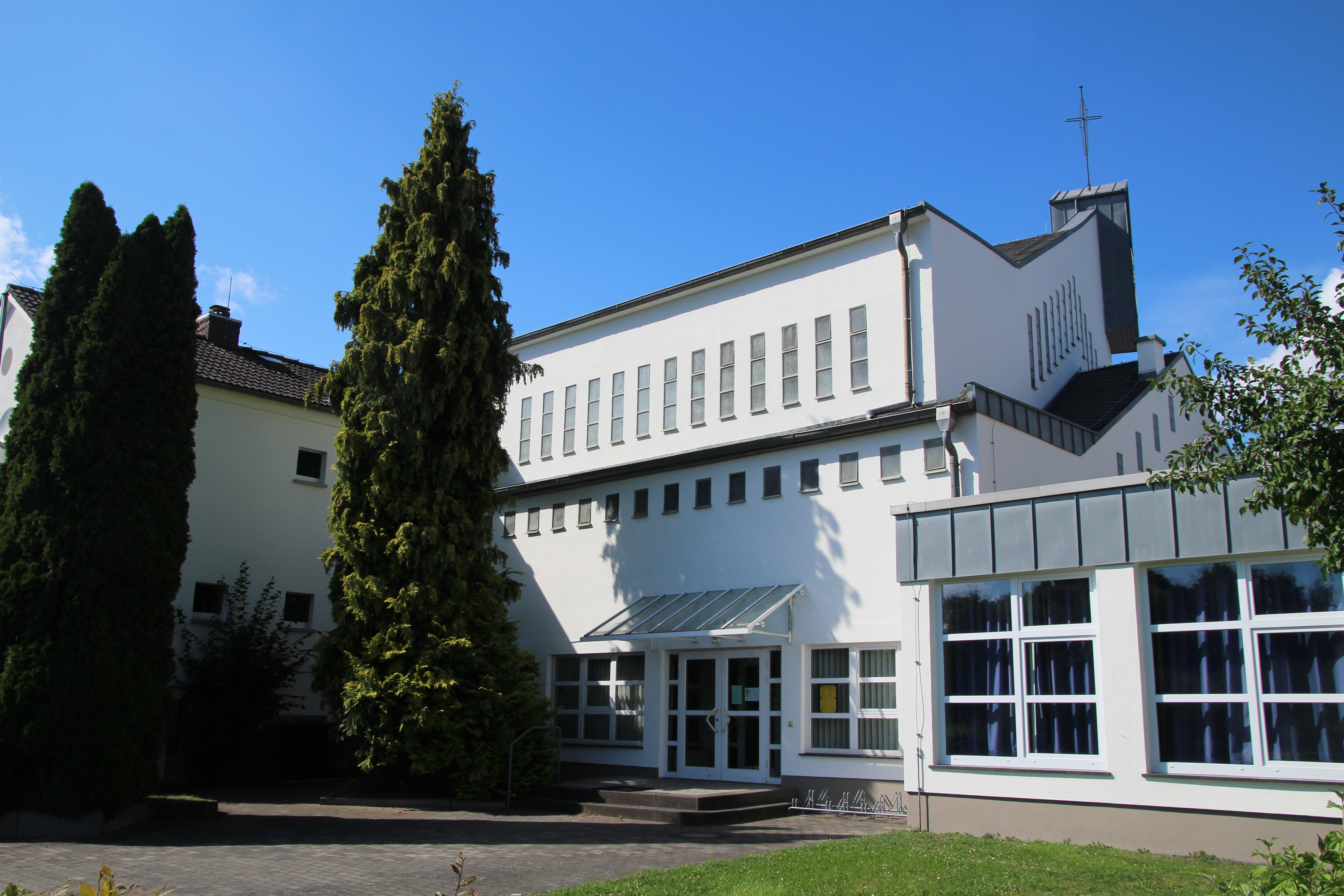
Ansicht von der Lahn

## Aussehen und Lage
Die Kirche liegt am Nordufer der Lahn. Sie ist als rechteckiges Langhaus mit niedrigen Seitenschiffen und einem hohen Chor konstruiert. An der Außenseite der Ostwand ist eine asymmetrische Giebelwand, die mit einem Turmaufsatz mit Kreuz gekrönt ist. Im Turmaufsatz befinden sich zwei Glocken. Ebenfalls in der Ostwand befindet sich der Eingang mit den Worten: „Sieg Christi am Kreuz über den Tod“ und einer Kreuzesdarstellung am linken Türflügel. In der Kirche sind große, farblose Fenster, und an der Altarwand hängt ein Holzkreuz. Rechts vom Altar sind die Sakramentsschränke. An der Ostwand steht die Orgel.